# جيسون دورينغ
جيسون ويليام دورينغ (بالإنجليزية: Jason William Dohring) مواليد 30 مارس، 1982، مُمثل أمريكي، أشتهر بأداءه دور لوغان إيكولس في مسلسل فيرونيكا مارس الذي عرض على قناة "UPN\CW" في عام 2004.

## حياته الشخصية
ولد دورينغ في توليدو، أوهايو، عام 1982، متزوج من لورين كوتنر في 7 يوليو، 2004. يتبع دورينغ معتقد أو ديانة السينتولوجيا.

## سيرته الفنية

### أعمال سينمائية
- فيرونيكا مارس (فيلم، 2014)

### أعمال تلفزيونية
- فيرونيكا مارس (2004-07)
- خارق للطبيعة (2012)
- قواعد الإرتباط (2013)

## وصلات خارجية
- جيسون دورينغ على موقع IMDb (الإنجليزية)
- جيسون دورينغ على موقع ميتاكريتيك (الإنجليزية)
- جيسون دورينغ على موقع روتن توميتوز (الإنجليزية)
- جيسون دورينغ على موقع ألو سيني (الفرنسية)
- جيسون دورينغ على موقع أول موفي (الإنجليزية)
- جيسون دورينغ على موقع قاعدة بيانات الأفلام السويدية (السويدية)
- جيسون دورينغ على موقع إن إن دي بي (الإنجليزية)
- جيسون دورينغ على موقع قاعدة بيانات الفيلم (الإنجليزية)
- جيسون دورينغ على موقع كينوبويسك (الروسية)